# Kalasha (Sprache)
Kalasha (auch Kalasha-mum oder Kalashamondr) ist eine indogermanische Sprache im indoarischen Zweig, die vom Volk Kalasha gesprochen wird und in der Chitral-Gruppe als dardische Sprache eingestuft wird. Die Kalasha-Sprache ist phonologisch atypisch, da sie einfache, lange, nasale und retroflexe Vokale sowie Kombinationen davon kontrastiert. Die lateinische Schrift wird verwendet.
Kalasha wird von den Kalasha gesprochen, die in den abgelegenen Tälern von Bumburet, Birir und Rumbur leben, westlich von Ayun, etwa 16 km flussabwärts von Chitral-Stadt im Hindukusch-Gebirge in der pakistanischen Provinz Khyber Pakhtunkhwa. Die Kalasha haben ihre eigene indogermanische Religion mit Göttern und Göttinnen. Es gibt geschätzte 5000 Sprecher von Kalasha.
Kalasha sollte nicht mit der nahe gelegenen Nuristani-Sprache Waigali (Kalasha-ala) verwechselt werden. „Kalasha“ ist nämlich auch der ethnische Name für die Nuristani-Bewohner in den Waigal- in der afghanischen Provinz Nuristan. Der Name "Kalasha" scheint für das Kalash-Volk von den Kalasha-Sprechern von Chitral aus den Nuristanis von Waigal übernommen worden zu sein, die sich vor einigen Jahrhunderten zeitweise bis nach Süd-Chitral ausgedehnt hatten. Es gibt jedoch keine enge Verbindung zwischen der indoarischen Sprache Kalasha-mun (Kalasha) und der nuristanischen Sprache Kalasha-ala (Waigali). Die beiden Sprachen stammen aus unterschiedlichen indoiranischen Zweigen.
Zwischen Kalasha und anderen indoarischen Sprachen gibt es einige vokabulare Ähnlichkeiten. Auch zu anderen indogermanischen Sprachen wie Deutsch, Englisch, Latein, Persisch oder Slawische Sprachen gibt es einige Ähnlichkeiten wie z. B. die Zahlen von 1 bis 10.